# Go (The Kid Laroi e Juice Wrld)
Go è un singolo del rapper australiano The Kid Laroi e del rapper statunitense Juice Wrld, pubblicato il 12 giugno 2020 come primo estratto dal primo mixtape di The Kid Laroi F*ck Love.

## Video musicale
Il video musicale, diretto da Steve Cannon, è stato reso disponibile l'11 giugno 2020.

## Tracce
Testi e musiche di Charlton Howard, Jarad Anthony Higgins, Nicco Catalano, Omer Fedi e Tristan Seccuro.
1. Go – 3:03

## Formazione
Musicisti
- The Kid Laroi – voce
- Juice Wrld – voce

Produzione
- Neek – produzione
- Omer Fedi – produzione
- Tito – produzione
- Kalani – assistenza all'ingegneria del suono
- Eric Lagg – mastering
- Clint Jibbs – missaggio
- Donn Robb – registrazione
- Maxlord – registrazione

## Classifiche
| Classifica (2020) | Posizione massima |
| ----------------- | ----------------- |
| Australia         | 23                |
| Canada            | 40                |
| Grecia            | 85                |
| Irlanda           | 42                |
| Lituania          | 88                |
| Nuova Zelanda     | 32                |
| Portogallo        | 95                |
| Regno Unito       | 43                |
| Stati Uniti       | 52                |